# آنتون سولوموخا
آنتون سولوموخا (اوکراینی: Антон Соломуха؛ ۲ نوامبر ۱۹۴۵ – ۲۱ اکتبر ۲۰۱۵) عکاس، و نقاش اهل فرانسه بود.